# Wesz ludzka
Wesz ludzka (Pediculus humanus) – gatunek wszy należący do rodziny Pediculidae, pasożytujący na człowieku, powodujący wszawicę. Dawniej dzielony na dwa podgatunki:
- wesz głowową (Pediculus humanus humanus, zwana czasami Pediculus humanus capitis)
- wesz odzieżową (Pediculus humanus corporis)

Obecnie uznawane za jeden gatunek mieszczący się w zakresie zmienności gatunkowej, przy czym istnieje między nimi pewna odrębność. Różnice ekologiczne jednak nie odpowiadają różnicom genetycznym, co oznacza, że linie wszy odzieżowych powstawały z linii wszy głowowych wielokrotnie. W obrębie populacji wszy głowowej wyróżniono dwie linie ewolucyjne, których rozdzielenie szacuje się przy użyciu metody zwanej zegarem molekularnym na ok. 1,2-1,8 mln lat temu, a więc zapewne gdy wszy te były jeszcze pasożytem przodków człowieka współczesnego. Populacje wszy pozostają rozłączne genetycznie, mimo że od kilkudziesięciu tysięcy lat współwystępują razem, a obecnie jedna z nich ma zasięg ogólnoświatowy, podczas gdy druga ograniczony do Ameryki. Wesz ludzka jest spokrewniona z gatunkiem wszy pasożytującym na szympansie.
Wesz ludzka jest silnie spłaszczona grzbietowo-brzusznie, ma krótką głowę, czułki osadzone skośnie ku przodowi. Jej tułów jest ponad dwukrotnie dłuższy od głowy. Dorosła samica jest długości 2,4 – 4,7 mm, samiec jest mniejszy i mierzy 2 – 3 mm. Porusza się przy pomocy trzech par silnych odnóży zakończonych pojedynczym pazurem. Ma odwłok kształtu wydłużonego owalu składający się z ośmiu segmentów. Samica składa około 100 jaj zwanych gnidami, które są mocowane specjalną wydzieliną u nasady włosa lub ubrania. Rozwój osobniczy trwa kilkanaście dni.
Pasożytuje na skórze głowy i całego ciała. Wszy mogą przenosić wiele groźnych chorób zakaźnych takich jak: dur powrotny, tyfus plamisty, dżuma, gorączka okopowa. Ze względu na duże zagrożenie tymi chorobami w pierwszej połowie XX wieku, wszy były hodowane w celach laboratoryjnych; prekursorem takich badań był polski biolog Rudolf Weigl. Opracował on pierwszą na świecie szczepionkę przeciwko tyfusowi. Do jej produkcji wykorzystywano wszy hodowane na ludziach – byli to tzw. karmiciele wszy.
Badania ewolucyjne wszy ludzkiej i innych gatunków pasożytów (np. tasiemców) są wykorzystywane do rekonstrukcji historii ewolucyjnej człowieka. Przykładowo, wesz ludzka i wesz szympansia Pediculus schaeffi rozdzieliły się ok. 5,6 mln lat temu, co jest zbieżne z szacowanym czasem rozdzielenia się linii ewolucyjnych człowieka i szympansa. W obrębie linii wszy ludzkiej rozdzielenie linii głowowych na linię ogólnoświatową i obecnie spotykaną tylko w Ameryce (a prawdopodobnie występującą niegdyś w Azji) zbiega się z rozdzieleniem populacji Homo erectus na część afrykańską i eurazjatycką. Rozdzielenie linii głowowej i odzieżowej datowane pierwszy raz na 114-30 tys. lat temu temu może zbiegać się z migracją człowieka współczesnego z Afryki do zimniejszych regionów i z początkiem noszenia odzieży. Różnorodność genetyczna linii Pediculus humanus ze starego świata, jak sądzi David L. Reed została zawężona ok. 100 tysięcy lat temu, podobnie jak różnorodność jej gospodarza, tj. współczesnego H. sapiens. Historia genetyczna wszy przebiega zgodnie z multiregionalnym modelem ewolucji ich linii, zgadzając się z teorią afrykańskiego pochodzenia człowieka współczesnego pod warunkiem przetrwania w Azji populacji potomków Homo erectus do czasu przybycia populacji człowieka współczesnego tak, aby możliwe były kontakty, podczas których pasożyty mogłyby przenieść się między tymi gatunkami. Sugeruje się również, że pojawienie się przed 3 mln lat innego gatunku wszy zasiedlającego włosy na klatce piersiowej i pachwinie wiąże się z utratą przez przodków człowieka futra.

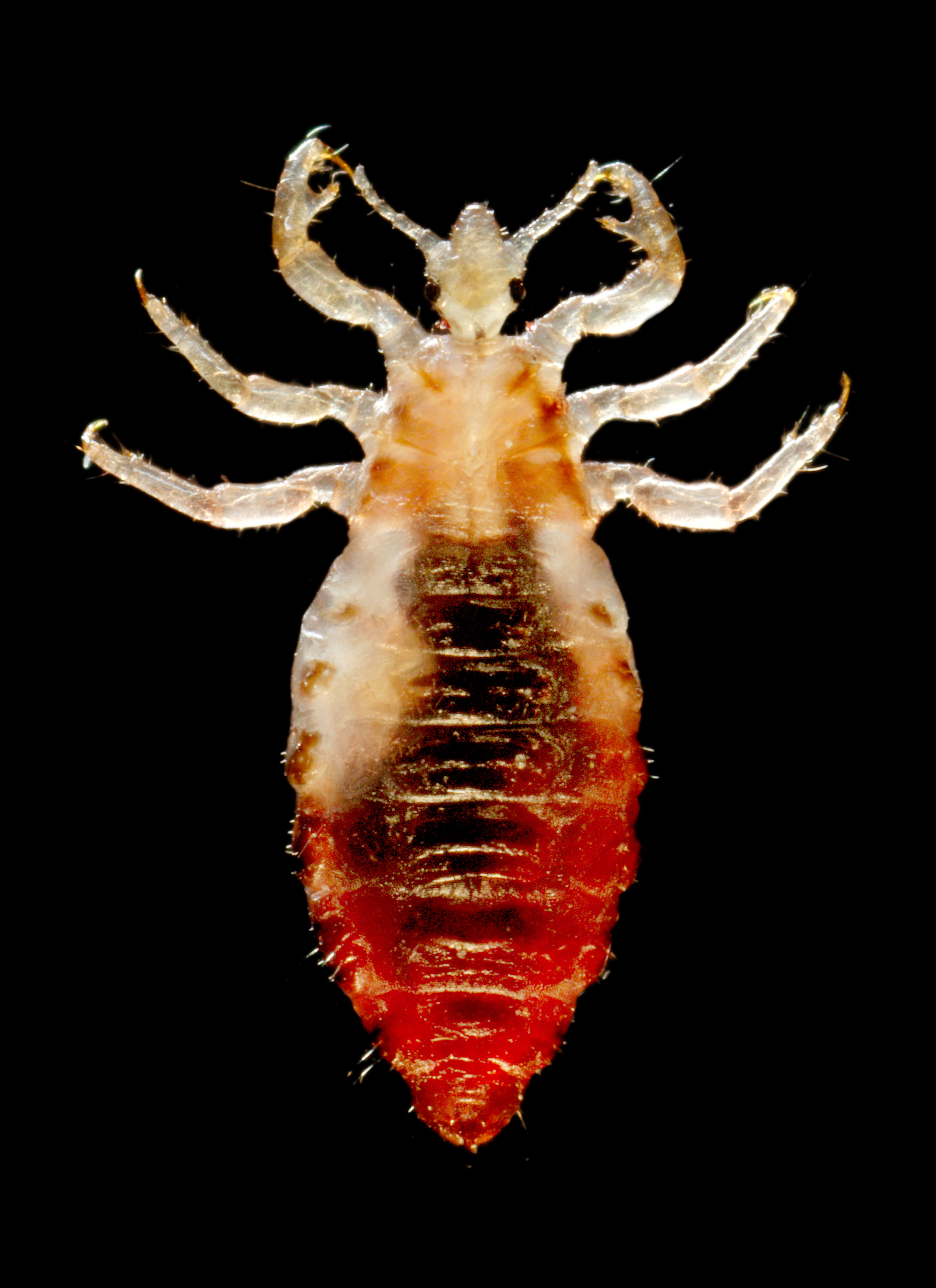
Wesz ludzka
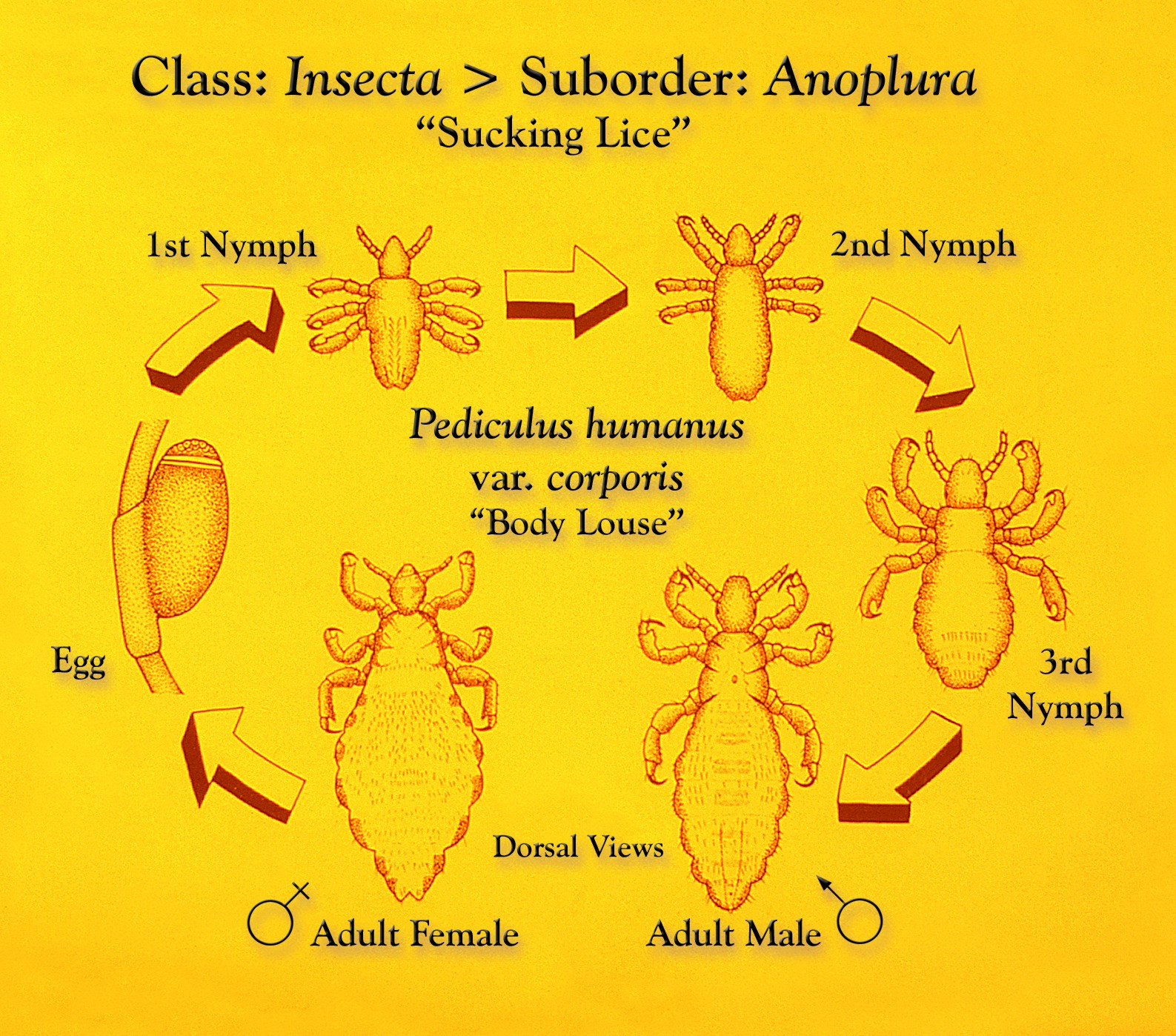
Cykl rozwojowy wszy ludzkiej
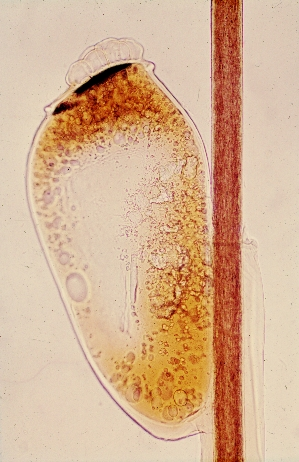
Gnida